# Юрген Тріттін
Юрген Тріттін (нім. Jürgen Trittin; нар. 25 липня 1954, Бремен) — німецький політик (Союз 90/Зелені), який займав пост міністра з охорони навколишнього середовища, охорони природи та ядерної безпеки з 1998 по 2005 роки.

## Біографія
Народився в Бремені. Вивчав громадську економіку в Геттінгенському університеті, потім працював журналістом.
Його політична кар'єра почалася в 1982 році як секретаря альтернативних ініціатив групи Зелених при міській раді Геттінгена. У цій якості він пропрацював до 1984 року. З 1984 по 1985 рік працює прес-аташе від групи Зелених при державній асамблеї Нижньої Саксонії, в яку і був включений в 1985 році як член парламенту.
З 1990 по 1994 рік, Юрген Тріттін займав пост міністра федеральних і європейських питань Нижньої Саксонії, і глави нижньосаксонської місії у Федеральному уряді, що входив в коаліцію з соціал-демократами, веденими прем'єр-міністром землі Нижня Саксонія Герхардом Шредером.
Після того як Шредер набрав абсолютну більшість на виборах 1994 року, співпраця з Зеленими прийшла до кінця. Тріттін продовжив роботу в нижньосаксонській державній асамблеї як заступник голови групи Зелених у парламенті. У тому ж році він став спікером загальнонаціональної Партії Зелених.
У 1998 році, Тріттін обирається членом федерального парламенту. Водночас посаду спікера йому довелося залишити, оскільки статут партії не дозволяє суміщати дві ці посади одночасно.
У цьому червоно-зеленому уряді йому був визначений пост міністра з охорони навколишнього середовища, охорони природи та ядерної безпеки, на якому він пробув у цілому з жовтня 1998 року по листопад 2005 року. Саме з його ініціативи було ухвалено рішення про відмову від використання ядерної енергії до 2020 року.
У серпні 2005 року, він невдало прокоментував питання, що найкращим засобом боротьби з бензиновою кризою 2005 року було б «час від часу залишати машину вдома». За що в засобах масової інформації, в тому числі і в «Bild», його гостро розкритикували.
Також виділяється його замітка в «Frankfurter Rundschau», в якій він проводить зв'язок між ураганом «Катріна» (в той момент щойно обрушився на Флориду) і відмовою США ратифікувати Кіотський протокол.
Тріттін має доньку, яку він удочерив, та внучку. 2010 року переніс інфаркт. З 2013 року одружений з Анжелікою Бютер.